# Family Circle Cup 1988
Family Circle Cup 1988 — жіночий тенісний турнір, що проходив на відкритих кортах з ґрунтовим покриттям Sea Pines Plantation у Гілтон-Гед-Айленді (США). Належав до турнірів 5-ї категорії в рамках Туру WTA 1988. Відбувсь ушістнадцяте і тривав з 4 до 10 квітня 1988 року. Перша сіяна Мартіна Навратілова здобула титул в одиночному розряді.

## Фінальна частина

### Одиночний розряд
Мартіна Навратілова —  Габріела Сабатіні 6–1, 4–6, 6–4
- Для Навратілової це був 4-й титул в одиночному розряді за сезон і 133-й — за кар'єру.

### Парний розряд
Лорі Макніл /  Мартіна Навратілова —  Клаудія Коде-Кільш /  Габріела Сабатіні 6–2, 2–6, 6–3
- Для Макніл це був 3-й титул у парному розряді за сезон і 13-й — за кар'єру. Для Навратілової це був 4-й титул в парному розряді за сезон і 139-й — за кар'єру.